# Radical (Rapper)
Radical [ɹædɪkæl] (* 9. September 1981 in Glarus; bürgerlich Peter Baumgartner) ist ein Schweizer Rapper. Er ist Teil der Hip-Hop-Formation Trick77.

## Biografie
Radical wuchs im Kanton Glarus auf. 2000 wurde die Glarner Rap-Formation Trick77 gegründet, zu der auch Radical gehörte. In den nächsten Jahren konnte sich die Hip-Hop-Gruppe schweizweit einen Namen machen. Vor und vor allem nach der Veröffentlichung des Demotapes Füühsturm trat Trick77 in der ganzen Schweiz an diversen Konzerten und Festivals auf und waren auf vielen Alben als Gastbeitrag vertreten. 2007 wurde der erste Solosong von Radical veröffentlicht, als der Titel Nägel mit Chöpf auf DJ Don Corleones Album Slangbang Vol. Drüü erschien.
2011 veröffentlichte er sein zweites Soloalbum Blaui Chuglä.

## Diskografie
- 2008: Zwüsched Himmel und Höll
- 2011: Blaui Chuglä
- 2015: I zwei Weltä dihei

mit Trick77
- 2003: Wer interessierts? (Demo)
- 2004: Füühsturm (Demo)
- 2005: Huusverbot (Single)